# Florian Ebner

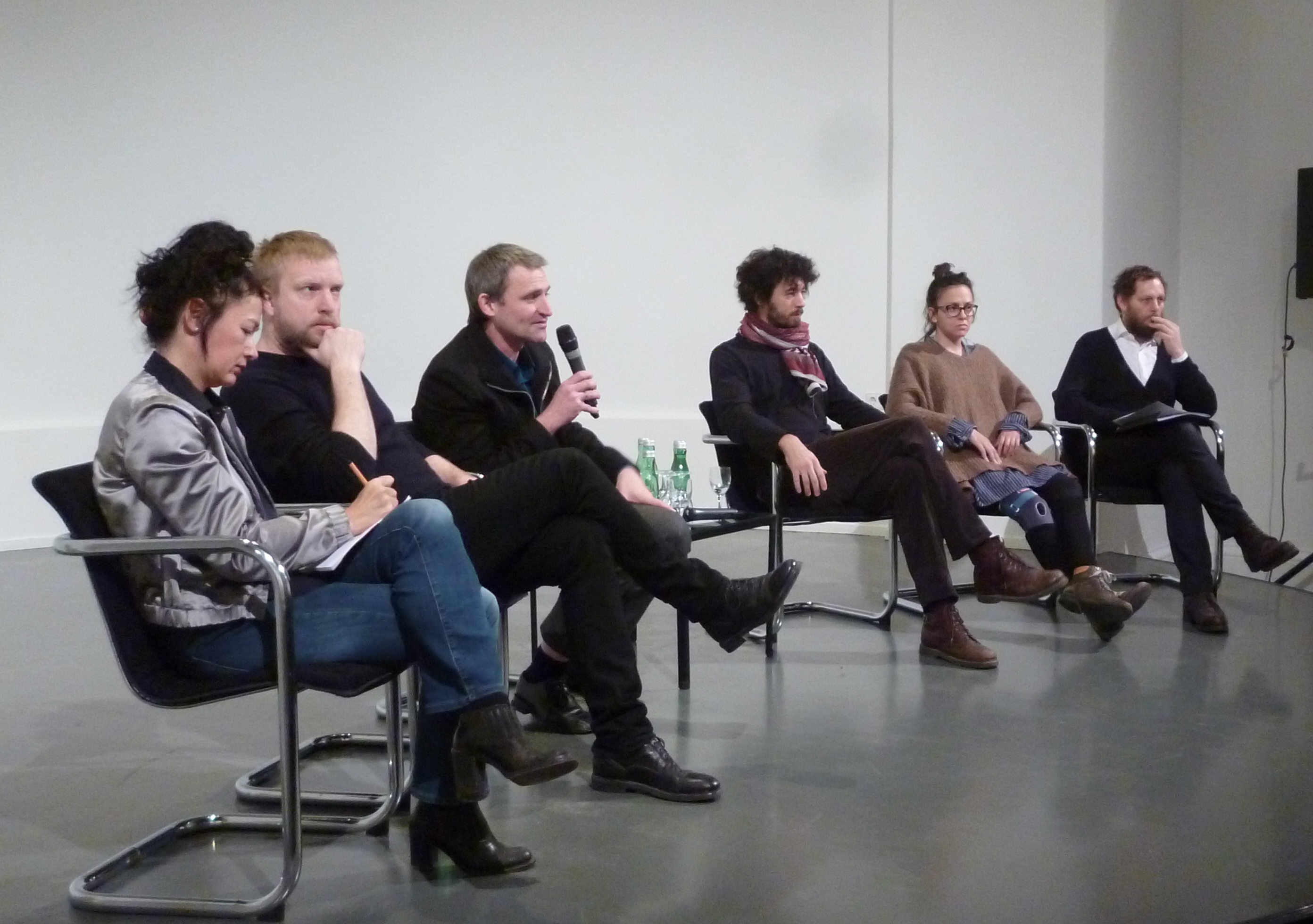
Florian Ebner (mit Mikrofon) bei der Präsentation des Pavillon-Konzepts im Künstlerhaus Bethanien, Berlin-Kreuzberg, Februar 2015

Florian Ebner (* 1970 in Regensburg) ist ein deutscher Kunsthistoriker und Kurator, spezialisiert auf Fotografie. Er leitete von November 2012 bis Ende Juni 2017 die Fotografische Sammlung am Museum Folkwang in Essen und ist seit 1. Juli 2017 Chefkurator der Fotografiesammlung (Cabinet de la Photographie) am Centre Pompidou in Paris. 2015 kuratierte er den Deutschen Pavillon der Biennale di Venezia, womit er internationale Beachtung fand.

## Leben
Florian Ebner studierte von 1991 bis 1994 Fotografie an der École nationale supérieure de la photographie in Arles (Frankreich) und anschließend bis 2000 Kunstgeschichte, Geschichte und Romanistik an der Ruhr-Universität Bochum. Im Jahr 2002 publizierte er seine Magisterarbeit über den Fotografen Helmar Lerski unter dem Titel Metamorphosen des Gesichts. Die „Verwandlungen durch Licht“ von Helmar Lerski. Von 2000 bis 2006 lehrte Ebner als künstlerischer Assistent im Fachbereich Fotografie (Klasse von Timm Rautert) an der Hochschule für Grafik und Buchkunst Leipzig.
2008 übernahm Ebner kommissarisch die Leitung der Fotografischen Sammlung der Berlinischen Galerie. Im Februar 2009 wurde er Direktor des Museum für Photographie (Braunschweig), eine Position, die er bis Oktober 2012 innehatte. Anschließend wechselte er im November 2012 nach Essen, wo er als Nachfolger von Ute Eskildsen die Fotografische Sammlung des Museum Folkwang leitete.  
Am Museum Folkwang machte Ebner mit innovativen Ausstellungsprojekten auf sich aufmerksam. So zeigte er etwa 2013 die noch zuvor mit Constanze Wicke für das Braunschweiger Museum kuratierte Ausstellung Kairo. Offene Stadt – Neue Bilder einer andauernden Revolution, mit weiteren Stationen in Hamburg, Berlin und Dubai. Die Schau setzte sich mit der Rolle der Bilder im Arabischen Frühling auseinander und wurde von der deutschen Sektion des Internationalen Kunstkritikerverbandes (AICA) zur Ausstellung des Jahres 2013 gewählt. Im Sommer 2014 präsentierte Ebner im Museum Folkwang die von ihm kuratierte Ausstellung (Mis)Understanding Photography – Werke und Manifeste, die anlässlich des 175-jährigen Jubiläums der Fotografie eine alternative Geschichte des Mediums aus Künstlerperspektive erzählte.  
Im Jahr 2014 wurde Florian Ebner vom Auswärtigen Amt beauftragt, den deutschen Beitrag zur 56. Biennale di Venezia 2015 zu kuratieren. Er stellte den Pavillon unter das Motto „Widerständige Bilder in Zeiten digitaler Überbelichtung“ und lud dafür die Künstler Olaf Nicolai, Hito Steyerl, Tobias Zielony sowie das in Kairo lebende Duo Jasmina Metwaly und Philip Rizk ein.
Parallel zu diesen Aufgaben war Ebner 2017 als künstlerischer Leiter (zusammen mit Christin Müller) an der Gründung der Biennale für aktuelle Fotografie beteiligt. Gemeinsam mit einem sechsköpfigen Kurator*innenteam konzipierte er die erste Ausgabe dieses Fotofestivals, die im Herbst 2017 in Mannheim, Ludwigshafen und Heidelberg unter dem Titel Farewell Photography stattfand.
Zum 1. Juli 2017 wechselte Florian Ebner nach Paris, wo er als Leiter der Fotografischen Abteilung des Musée National d’Art Moderne am Centre Pompidou die Nachfolge von Clément Chéroux antrat. In dieser Funktion kuratierte er seither mehrere bedeutende Ausstellungen. 2021 organisierte er mit Marcella Lista (in Kooperation mit Susanne Gaensheimer und Doris Krystof von der Kunstsammlung NRW) die erste große Überblicksausstellung der Künstlerin Hito Steyerl in Frankreich, betitelt I Will Survive – Physical and Virtual Spaces. Im Sommer 2022 präsentierte er gemeinsam mit Angela Lampe die umfangreiche Ausstellung Allemagne / Années 1920 / Nouvelle Objectivité / August Sander im Centre Pompidou, welche die Kunst und Kultur der Weimarer Republik interdisziplinär beleuchtete und insbesondere August Sanders Fotoprojekt Menschen des 20. Jahrhunderts in den Mittelpunkt stellte.
Des Weiteren initiierte Ebner nach dieser Schau ein Fotoprojekt, bei dem er gemeinsam mit dem Fotografen Andreas Langfeld August Sanders Klassifikation auf die Belegschaft des Centre Pompidou übertrug; die Ergebnisse erschienen 2024 in dem Bildband Postures / Haltungen – People of the Centre Pompidou – after August Sander.  
Für den Sommer 2025 kuratierte Ebner eine Ausstellung mit Wolfgang Tillmans im Centre Pompidou, die als letzte große Schau vor der temporären Schließung des Hauses gezeigt wurde. Tillmans gestaltete dabei die komplette 2. Etage der Pariser Bibliothèque publique d’information mit einer ortsspezifischen Installation, die über 35 Jahre seines Schaffens in Dialog mit dem Bibliotheksraum und der ikonischen Architektur des Centre Pompidou setzte. Die Ausstellung mit dem Titel Rien ne nous y préparait – Tout nous y préparait (englisch: Nothing could have prepared us – Everything could have prepared us) erstreckte sich über 6.000 m² und wurde als Kunstereignis des Sommers 2025 gehandelt.
In vielen Ausstellungen, die Ebner auf den Weg gebracht und begleitet hat, geht es um die Fotografie (und das Kamerabild) als Zeugenschaft und Haltung zur Welt, als unverzichtbare Stimme unter den Medien der zeitgenössischen Kunst. Mit besonderem Interesse verfolgt er die unterschiedlichen Formen und Aggregatszustände fotografischer Bilder, gerade vor dem Hintergrund ihres medialen Wandels.  

## Kuratierte Ausstellungen (Auswahl)
- 2002: Die Verwandlung durch Licht. Helmar Lerski – Museum Folkwang, Essen
- 2008/09: Fritz Tiedemann und Arwed Messmer: So weit kein Auge reicht. Berliner Panoramafotografien 1949–1952 – Berlinische Galerie, Berlin
- 2011: Rhetorik der Bilder – Museum für Photographie, Braunschweig
- 2011: SHOOT! Fotografie existentiell – Museum für Photographie, Braunschweig
- 2012/13: Kairo. Offene Stadt – Neue Bilder einer andauernden Revolution – Braunschweig, Essen, Hamburg
- 2014: (Mis)Understanding Photography – Werke und Manifeste – Museum Folkwang, Essen
- 2015: Deutscher Pavillon, 56. Biennale di Venezia – Venedig
- 2017: 1. Biennale für aktuelle Fotografie – Farewell Photography – Mannheim, Ludwigshafen, Heidelberg
- 2021: Hito Steyerl: I Will Survive. Physical and Virtual Spaces – Centre Pompidou, Paris / K21 Düsseldorf
- 2022: Deutschland / 1920er Jahre / Neue Sachlichkeit / August Sander – Centre Pompidou, Paris
- 2025: Wolfgang Tillmans: Rien ne nous y préparait – Tout nous y préparait – Centre Pompidou, Paris

## Auszeichnungen
- 2013: Ausstellung des Jahres (AICA Deutschland) für Kairo. Offene Stadt – Neue Bilder einer andauernden Revolution[19]

## Schriften (Auswahl)
- Metamorphosen des Gesichts. Die „Verwandlungen durch Licht“ von Helmar Lerski. Steidl Verlag, Göttingen 2002, ISBN 978-3-88243-808-6
- Kairo. Offene Stadt. Neue Bilder einer andauernden Revolution. Hrsg. Florian Ebner und Constanze Wicke. Leipzig: Spector Books, 2013
- (Mis)Understanding Photography – Werke und Manifeste. Ausstellungskatalog Museum Folkwang. Göttingen: Steidl/Edition Folkwang, 2014
- Farewell Photography. Hrsg. Florian Ebner u.a. Köln: Walther König, 2017
- Hito Steyerl: I Will Survive. Hrsg. Florian Ebner, Susanne Gaensheimer, Doris Krystof, Marcella Lista. Leipzig: Spector Books, 2021
- Postures / Haltungen – People of the Centre Pompidou – after August Sander. Hrsg. Florian Ebner, Andreas Langfeld. Leipzig: Spector Books, 2024
- Wolfgang Tillmans: Nothing Could Have Prepared Us – Everything Could Have Prepared Us. Hrsg. Florian Ebner, Olga Frydryszak-Rétat. Leipzig: Spector Books, 2025